# Til Schweiger

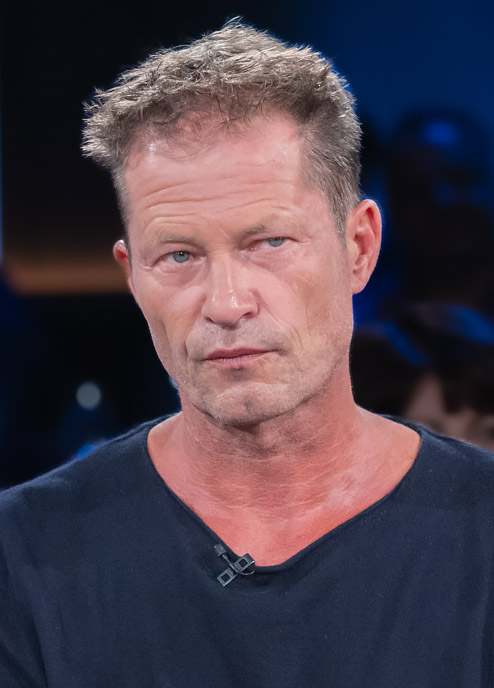
Til Schweiger (2022)

Tilman Valentin „Til“ Schweiger (* 19. Dezember 1963 in Freiburg im Breisgau) ist ein deutscher Schauspieler, Synchronsprecher, Sprecher von Hörspielen und Hörbüchern sowie Filmemacher. Er wurde in den 1990er Jahren durch Kinofilme wie Manta Manta, Der bewegte Mann und Knockin’ on Heaven’s Door bekannt. Danach spielte er auch in internationalen Filmproduktionen wie Inglourious Basterds mit und gründete seine Produktionsfirma Barefoot Films. Filme wie Keinohrhasen, Zweiohrküken, Kokowääh und Honig im Kopf, bei denen er Regisseur, Produzent und Darsteller war, hatten Millionen Kinozuschauer und machten ihn so zum kommerziell erfolgreichsten deutschen Filmschaffenden.

## Leben
Til Schweiger wuchs als mittlerer von drei Brüdern in Heuchelheim auf. Er besuchte die Herderschule Gießen, an der sein Vater Herbert auch als Lehrer tätig war. Seine Mutter Monika arbeitete als Geschichtslehrerin. Nach dem Abitur leistete er den Grundwehrdienst. Dabei war er unter anderem in den Niederlanden stationiert. Nach einiger Zeit verweigerte er den Wehrdienst und wurde als Zivildienstleistender in einem Krankenhaus eingesetzt. Er begann danach an der Justus-Liebig-Universität Gießen ein Medizinstudium, das er jedoch ebenso abbrach wie ein darauf folgendes Magisterstudium in den Fächern Geschichte und Deutsch.
Im Jahr 1995 heiratete Til Schweiger Dana Carlsen, mit der er vier Kinder hat: Valentin (* 1995), der als Kameramann arbeitet, sowie die Schauspielerinnen Luna (* 1997), Lilli (* 1998) und Emma (* 2002). Die Familie wohnte von 1997 bis 2004 in Point Dume bei Malibu in den Vereinigten Staaten; im Anschluss zog sie nach Hamburg-Niendorf. Das Paar lebte ab 2005 getrennt, die Ehe wurde im Mai 2014 geschieden.
Schweiger wurde 2019 vom Manager Magazin mit einem geschätzten Vermögen von 150 Millionen Euro zusammen mit 81 weiteren Personen auf Platz 920 der Liste der 1001 reichsten Deutschen geführt. Er wohnte ab 2020 in einer Villa in Hamburg, die er im Februar 2022 an Frank Otto verkaufte.

## Karriere

### Film und Fernsehen
1986 begann Schweiger eine Schauspielausbildung an der Kölner Schauspielschule der Keller. Nach dem Abschluss engagierte ihn 1989 das  Contra-Kreis-Theater in Bonn.
Schweigers Karriere abseits der Bühne begann als Synchronsprecher für Pornofilme, ehe er von 1990 bis 1992 die Rolle des Jo Zenker in der ARD-Fernsehserie Lindenstraße spielte. Seine erste Hauptrolle im Film wurde 1991 die Figur des Bertie in der Ruhrpott-Komödie Manta Manta. Ein Jahr später erhielt er für seine Darstellung eines Boxers in der Komödie Ebbies Bluff den Max-Ophüls-Preis als bester Nachwuchsdarsteller.
Einem breiten Publikum wurde Schweiger durch die Komödie Der bewegte Mann bekannt. Für diesen Film wurde er – wie bereits zuvor für die Lindenstraße und Manta Manta – von dem Caster Horst D. Scheel besetzt. In dem Kinofilm Männerpension (1996) war Schweiger als Strafgefangener zu sehen. In dem US-amerikanischen Kriminalfilm Judas Kiss spielte er neben Alan Rickman, Emma Thompson und Greg Wise erstmals in einer internationalen Produktion mit. Von 1994 bis 1996 spielte Schweiger den Kriminalkommissar Nick Siegel an der Seite von Hannelore Elsner in Die Kommissarin. In insgesamt 26 Folgen konnte man ihn in der vom Hessischen Rundfunk produzierten und in Frankfurt spielenden Fernsehserie sehen.

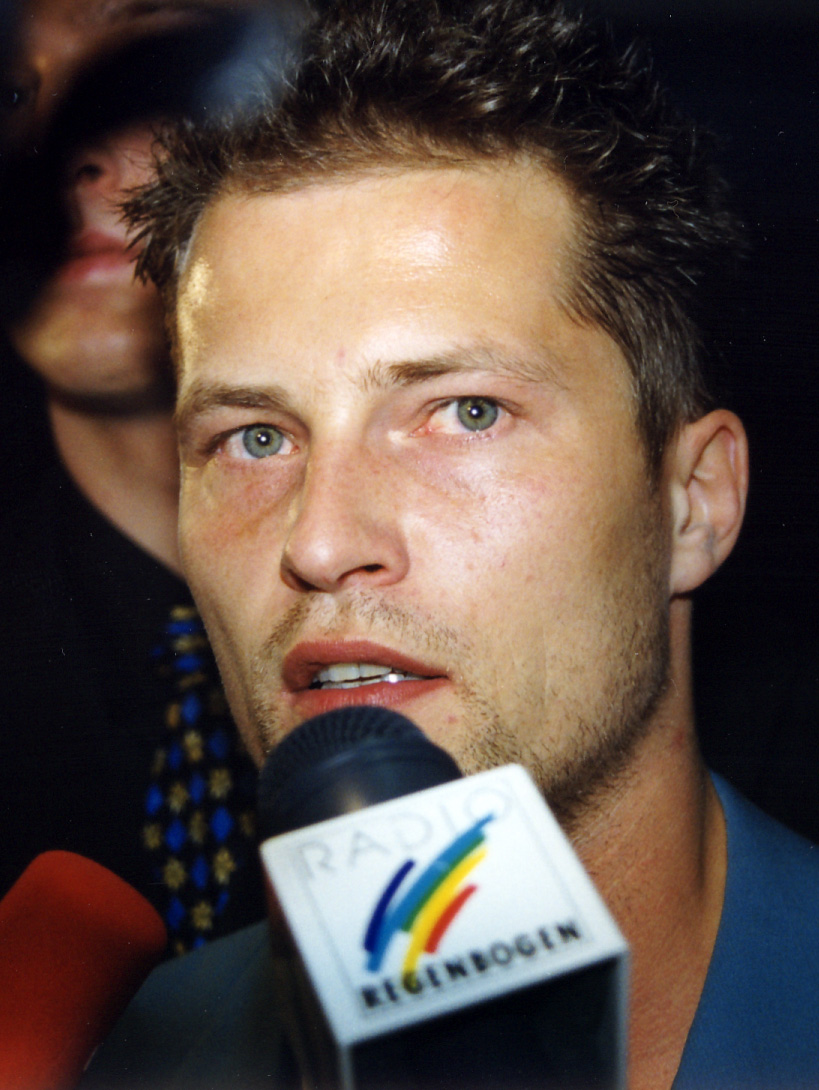
Til Schweiger (1998)

1996 gründete Schweiger zusammen mit Thomas Zickler und André Hennicke die Produktionsfirma Mr. Brown Entertainment und trat mit dem Film Knockin’ on Heaven’s Door erstmals als Produzent in Erscheinung. 1998 verkörperte er in Der Eisbär einen Profi-Killer und debütierte als Regisseur. 2001 spielte er neben Neve Campbell und Nick Nolte die dritte Hauptrolle in Investigating Sex als Monty.
2003 war Schweiger neben Angelina Jolie in Lara Croft: Tomb Raider – Die Wiege des Lebens als Auftragsmörder, 2004 als Cynric – der Sohn des angelsächsischen Anführers Cerdic – in King Arthur neben Clive Owen und Keira Knightley in zwei weiteren internationalen Produktionen zu sehen. Ebenfalls 2004 gründete er mit Thomas Zickler die Produktionsgesellschaft Barefoot Films. Bei der von dieser 2005 produzierten Liebeskomödie Barfuss fungierte er als Drehbuchautor, Regisseur und Produzent und übernahm die männliche Hauptrolle des Nick Keller. Barfuss wurde mit einem Bambi prämiert.
In seinem im Dezember 2007 erschienenen Kinofilm Keinohrhasen stand Schweiger erstmals mit seinen vier Kindern vor der Kamera. Er schrieb auch hierfür das Drehbuch, führte Regie und produzierte den Film. Ebenfalls 2007 spielte er in Rache – Vergeltung hat ihren Preis neben Christopher Plummer. Der Film Inglourious Basterds von Quentin Tarantino, in dem Schweiger neben Brad Pitt, Christoph Waltz, Mélanie Laurent und Diane Kruger vor der Kamera stand, lief mit großem Erfolg bei den Filmfestspielen in Cannes 2009.
2009 übernahm Schweiger eine der Hauptrollen in der Komödie Männerherzen von Simon Verhoeven. Im November desselben Jahres hatte sein Kinofilm Zweiohrküken – die Fortsetzung von Keinohrhasen – in Berlin Premiere. Der Film erreichte 4,2 Mio. Zuschauer. Schweigers Produktion Kokowääh lief ab Februar 2011 in den Kinos. Hier führte er wieder Regie, produzierte den Film und spielte an der Seite seiner jüngsten Tochter Emma die Hauptrolle. Der Film erreichte über 4,3 Mio. Zuschauer. Als Regisseur arbeitet er häufig mit dem Kameramann Christof Wahl zusammen. Im Juni 2009 lief auf RTL die Castingshow Mission Hollywood, in der von Schweiger unter zwölf Nachwuchsschauspielerinnen eine für eine Rolle in einem Hollywoodfilm ausgewählt wurde.
Im Dezember 2011 gab Schweiger während der letzten von Thomas Gottschalk moderierten Sendung von Wetten, dass..? bekannt, dass er zukünftig im Hamburger Tatort zu sehen sein werde. Er stellt den Kommissar Nick Tschiller dar. Sein erster Fall Willkommen in Hamburg erreichte die höchste Zuschauerzahl einer Tatort-Folge seit knapp 20 Jahren. Seine Rolle als Tatortkommissar wurde vom Radiosender SWR3 in der Comedyreihe Tatort mit Til parodiert.
Von Januar bis April 2012 drehte Schweiger den Film Schutzengel, ein Actiondrama mit ihm und seiner ältesten Tochter Luna in den Hauptrollen. Damit wechselte er in Deutschland das Genre und führte hier Regie, war am Drehbuch beteiligt und produzierte den Film, der im September 2012 in die deutschen Kinos kam. Im Februar 2013 kam Kokowääh 2, die Fortsetzung von Kokowääh, in die deutschen Kinos. Schweiger führte erneut Regie, produzierte den Film, schrieb mit am Drehbuch und spielte die Hauptrolle. Im Dezember 2013 strahlte Sat.1 anlässlich Schweigers 50. Geburtstag die Show Happy Birthday – Til Schweiger aus. Seit 2013 tritt er auch in Werbefilmen mit seinen Töchtern auf (Watchever, VHV Gruppe).
Im Jahr 2014 produzierte Schweiger mit Honig im Kopf, in dem er neben seiner Tochter Emma und Dieter Hallervorden auch eine der Hauptrollen spielt, den erfolgreichsten Film des Jahres und belegte mit 7,19 Millionen Kinobesuchern Platz 6 der erfolgreichsten Filme in Deutschland. Der Film setzt sich mit der Alzheimer-Krankheit auseinander. 2015 drehte er mit Der große Schmerz und Fegefeuer zwei Fortsetzungen des eigenen Tatorts. Im Februar 2016 startete der fünfte Teil der Tatort-Reihe mit dem Titel Tschiller: Off Duty im Kino und setzte die Handlung der vier vorangegangenen Krimis fort. 2015 war Schweiger Co-Produzent und Nebendarsteller bei der Kinderbuchverfilmung Conni & Co, die im August 2016 in die Kinos kam. Im Sommer 2016 führte er Regie bei der Fortsetzung Conni & Co 2, die im April 2017 in die Kinos kam.
2017 drehte Schweiger erstmals einen Film als Regisseur für den US-Markt. Head Full of Honey, eine englischsprachige Neuverfilmung seines eigenen Erfolgsfilms Honig im Kopf, wurde im November 2018 in den USA in ausgewählte Kinos gebracht. Der Film fiel bei Kritikern und Publikum durch und wurde nach sechs Tagen aus dem Programm genommen. Auch Schweiger bezeichnete den missratenen Kinostart in einem Interview als seinen bisher größten Karriereflop. Im Juni 2020 erschien die von Schweiger produzierte Doku über Bastian Schweinsteiger Schw31ns7eiger bei Prime Video.
2023 veröffentlichte Schweiger mit Manta Manta – Zwoter Teil die Fortführung zu Manta Manta  von 1991, bei der er auch am Drehbuch und dem Filmschnitt beteiligt war sowie erneut die Hauptrolle übernahm.

### Unternehmer
2016 eröffnete Schweiger das Restaurant „Barefood Deli“, ergänzte es 2019 um eine Pizzeria und stieg im gleichen Jahr aus dem Projekt aus. 2019 in Hamburg und 2020 auf Mallorca eröffnete er weitere Pizzerien.

## Gesellschaftliches Engagement

### Kinderarmut
Schweiger macht sich gegen Kinderarmut in Deutschland stark. Es sei ein Skandal, dass über zwei Millionen Kinder in Armut lebten. Schweiger fördert das Mutmacherprojekt der Stiftung Stern und der Arche.

### Til Schweiger Foundation
Schweiger hat am 21. August 2015 die „Til Schweiger Foundation“ in Hamburg gegründet. Zweck der Stiftung ist die Verbesserung der Chancen benachteiligter Kinder und Jugendlicher jeglicher Herkunft und ihrer Teilhabe an Bildung und sozialer Integration. Die Stiftung wird von einem Beirat unterstützt, dem beispielsweise auch Sigmar Gabriel und Joachim Löw angehören.

### Gleichstellung
Schweiger sprach sich für die Öffnung der Ehe für gleichgeschlechtliche Paare in Deutschland aus. Im Juni 2015 unterschrieb er gemeinsam mit 150 weiteren prominenten Deutschen den offenen Brief „#EsIstZeit“.

## Kontroversen

### Pressevorführung
Seit seinem Film Keinohrhasen (2007) gibt es zu Schweigers neuen Filmen vorab keine regulären Pressevorführungen mehr. Schweiger zeigt seine Regiearbeiten stattdessen nur einer handverlesenen Gruppe von Journalisten.

### Drehbuchautoren
Schweiger steht mit Anika Decker, der Drehbuchautorin von Keinohrhasen und Zweiohrküken, im Rechtsstreit. Decker, der eine angemessene Beteiligung am Gewinn vertraglich zusteht, verlangt Auskunft über die Umsätze der Filme, die Schweiger und seine Firma jedoch verweigern. Das deutsche Urheberrecht sieht darüber hinaus auch vor, „eine ursprünglich angemessene Vergütung bei überdurchschnittlichem Erfolg nachträglich anzupassen“, was im Falle der beiden Filme gegeben wäre. Zeitgleich zum Rechtsstreit veröffentlichten der Verband Deutscher Drehbuchautoren, Kontrakt 18 und Mitglieder der Sektion Drehbuch der Deutschen Filmakademie ein Solidaritätsschreiben für Decker.

### Deutsche Filmakademie
Schweiger war 2003 eines der Gründungsmitglieder der Deutschen Filmakademie. 2008 trat er jedoch verärgert wieder aus, weil die Akademie seinen Kassenschlager Keinohrhasen nicht in die Vorauswahl für den Deutschen Filmpreis aufgenommen hatte. Schweiger empfand es als „skandalös“, dass der mit über drei Millionen Zuschauern erfolgreichste deutsche Film des Jahres nicht berücksichtigt wurde, während stattdessen viele Filme in der Vorauswahl gelandet seien, die „keine Sau kennt“. Die Akademie wies den Vorwurf jedoch zurück; es seien im Falle von Keinohrhasen schlicht die Melderegularien nicht eingehalten worden. Nachdem der Streit beigelegt wurde, trat Schweiger der Deutschen Filmakademie wieder bei.

### Farbbeutel/Afghanistan-Krieg
Im März 2013 wurde die erst kurz zuvor von Schweiger bezogene Hamburger Villa mit weißen Farbbeuteln beworfen und der Pkw seiner Lebensgefährtin in Brand gesetzt. Nach einem mutmaßlichen Bekennerschreiben von „Tatortverunreiniger_innen“ handelte es sich um eine Tat, die Schweigers Einstellung zum Afghanistan-Krieg sowie seinen Film Schutzengel kritisiere, dessen Vorpremiere er persönlich und medienwirksam zur Truppenbetreuung in Afghanistan im Bundeswehr-Camp Marmal präsentierte. Zum Tatzeitpunkt waren Schweiger und seine Freundin auf Mallorca, während sich seine beiden ältesten Kinder Luna und Valentin im Haus befanden.

### Geflüchtete
Schweiger machte sich im Zuge der Flüchtlingskrise in Deutschland ab 2015 für Geflüchtete stark und trat zu dieser Thematik als Gesprächsgast im Fernsehen auf. Für Aufsehen sorgte sein Vorschlag, man solle Demonstranten, die gegen Flüchtlingsheime demonstrieren, für eine Nacht ins Gefängnis stecken, wo sie darüber nachdenken könnten, was sie eigentlich tun. Seines Erachtens gelte die Versammlungsfreiheit für solche Demonstranten nicht, man solle „die Verfassung […] ein bisschen ändern“. Das von ihm als Vorzeigeunterkunft angekündigte Flüchtlingsheim konnte nicht realisiert werden. Die Stiftung finanziert jedoch zahlreiche andere Projekte für Flüchtlinge, darunter Integrationsprogramme, traumatherapeutische Maßnahmen, Gemeinschaftszelte und Musikzimmer für Kinder in der Erstaufnahme- und Kinder und Jugendhilfe-Einrichtungen.

### Umgang am Set und Alkoholismus
Im April 2023 berichtete Der Spiegel über Schweigers Auftreten und seinen Umgang mit Personen an Filmsets. So soll laut anonymen Berichten bei den 2022 und 2023 erschienenen Filmen Lieber Kurt und Manta Manta – Zwoter Teil ein „Klima der Angst“, das auf sein aggressives Verhalten zurückzuführen sei, geherrscht haben. Er sei im alkoholisierten Zustand sowohl verbal ausfällig als auch handgreiflich geworden. Schweigers Verhalten und die Arbeit an seinem Filmset sollen außerdem in einem Fall zu einer Angststörung und Burn-out geführt haben.
Schweigers Anwältin wies die Behauptungen teils als unwahr und teils als ihr nicht bekannt zurück. Die Vertragspartnerin Constantin Film erklärte, die gegen Schweiger erhobenen Vorwürfe seien „überwiegend unvollständig und verzerrend, teilweise auch wiederum schlicht falsch“, und deren Chef Martin Moszkowicz bestätigte nur einen Vorfall: Schweiger sei bei den Dreharbeiten zu Manta Manta – Zwoter Teil schwer alkoholisiert am Set erschienen und gegen einen Mitarbeiter, der ihn am Beginn der Dreharbeiten hindern wollte, tätlich geworden. Der Vorfall habe zu einer Abmahnung geführt. Den Vorwurf einer Mitarbeiterin, die sich durch Schweiger unter Druck gesetzt fühlte, bis sie eine Panikattacke erlitt, kenne er nicht; so etwas und eventuell weitere Vorkommnisse sollen jedoch untersucht werden. Die Ergebnisse der Untersuchung nannte Moszkowicz ein „besonders schlechtes Beispiel für eine gelungene Produktionsdurchführung“: Schweiger habe sich gegenüber der Crew „grenzwertig, übergriffig und verletzend“ geäußert und auch während der Drehzeiten Alkohol zu sich genommen. Die Arbeitsbelastung sei „sehr hoch“ gewesen.
Im Oktober 2023 äußerte sich Schweiger erstmals persönlich in der Öffentlichkeit zu den Vorwürfen und zeigte sich reumütig. Er räumte ein, ein Alkoholproblem zu haben und sich während der Dreharbeiten unangemessen verhalten zu haben. Ein Alkoholiker sei er nach Ansicht seines behandelnden Arztes aber nicht. Im Interview gab Schweiger auch zu, den Herstellungsleiter während der Dreharbeiten geohrfeigt zu haben, nachdem dieser ihn wegen seines alkoholisierten Zustands vom Drehen abhalten wollte.

## Filmografie (Auswahl)
| - 1990–1992: Lindenstraße (Fernsehserie, 145 Folgen) - 1991: Manta Manta - 1993: Ebbies Bluff - 1994: Der bewegte Mann - 1994–1996: Die Kommissarin (Fernsehserie, 26 Folgen) - 1995: Polizeiruf 110: Schwelbrand - 1995: Bunte Hunde - 1996: Männerpension - 1996: Das Superweib - 1996: Adrenalin - 1996: Das Mädchen Rosemarie - 1996: Die Halbstarken (Fernsehfilm) - 1997: Bastard – Willkommen im Paradies (Bandyta) - 1997: Knockin’ on Heaven’s Door - 1998: Punk! (SLC Punk!) - 1998: The Replacement Killers – Die Ersatzkiller (The Replacement Killers) - 1998: Der Eisbär - 1998: Judas Kiss - 1999: Bang Boom Bang – Ein todsicheres Ding - 1999: Der große Bagarozy - 2000: Magicians - 2000: Jetzt oder nie – Zeit ist Geld - 2001: Driven - 2001: Was tun, wenn’s brennt? - 2001: Auf Herz und Nieren - 2001: Investigating Sex - 2002: Joe & Max - 2003: Lara Croft: Tomb Raider – Die Wiege des Lebens - 2004: U-Boat - 2004: (T)Raumschiff Surprise – Periode 1 - 2004: Agnes und seine Brüder - 2004: King Arthur - 2004: Die Daltons gegen Lucky Luke - 2005: Barfuss - 2005: Deuce Bigalow: European Gigolo - 2006: Bye Bye Harry! - 2006: Wo ist Fred? - 2006: One Way - 2007: Der Bodyguard – Für das Leben des Feindes (Body Armour) - 2007: Video Kings - 2007: Pastewka (Fernsehserie, Gastrolle) - 2007: Rache – Vergeltung hat ihren Preis (Already Dead) - 2007: Keinohrhasen - 2008: Der Rote Baron - 2008: Far Cry - 2008: 1½ Ritter – Auf der Suche nach der hinreißenden Herzelinde - 2009: Phantomschmerz - 2009: Inglourious Basterds - 2009: Männerherzen - 2009: Zweiohrküken - 2010: Wir müssen reden! (Fernsehserie) - 2011: Das Traumschiff (Fernsehserie) - 2011: Kokowääh - 2011: Die drei Musketiere (The Three Musketeers) - 2011: Männerherzen … und die ganz ganz große Liebe - 2011: Happy New Year (New Year’s Eve) - 2012: The Courier - 2012: Das gibt Ärger (This Means War) - 2012: Schutzengel - 2013: Lang lebe Charlie Countryman (The Necessary Death of Charlie Countryman) - 2013: Kokowääh 2 - 2013: Tatort: Willkommen in Hamburg - 2014: Tatort: Kopfgeld - 2014: Muppets Most Wanted - 2014: Honig im Kopf - 2016: Tatort: Der große Schmerz - 2016: Tatort: Fegefeuer - 2016: Tschiller: Off Duty - 2016: Conni & Co - 2016: Unsere Zeit ist jetzt - 2016: Vier gegen die Bank - 2017: Atomic Blonde - 2017: Bullyparade – Der Film (Cameo) - 2018: Hot Dog - 2018: Klassentreffen 1.0 - 2020: Tatort: Tschill Out - 2020: Die Hochzeit - 2020: Gott, du kannst ein Arsch sein! - 2020: Schweinsteiger Memories: Von Anfang bis Legende - 2021: Die Rettung der uns bekannten Welt - 2022: Medieval - 2022: Lieber Kurt - 2023: Manta Manta – Zwoter Teil - 2023: Das Beste kommt noch! - 2024: The Ministry of Ungentlemanly Warfare | - 1997: Knockin’ on Heaven’s Door - 1998: Der Eisbär (Co-Produzent) - 2000: Jetzt oder nie – Zeit ist Geld - 2001: Auf Herz und Nieren - 2004: Erbsen auf halb 6 (Co-Produzent) - 2005: Barfuss - 2006: One Way - 2007: Keinohrhasen - 2007: Rache – Vergeltung hat ihren Preis - 2008: 1½ Ritter – Auf der Suche nach der hinreißenden Herzelinde - 2009: Phantomschmerz (Co-Produzent) - 2009: Wüstenblume (Co-Produzent) - 2009: Zweiohrküken - 2011: Kokowääh - 2012: Schutzengel - 2013: Kokowääh 2 - 2013: Großstadtklein - 2013: Keinohrhase und Zweiohrküken - 2014: Nicht mein Tag (Co-Produzent) - 2014: Honig im Kopf - 2016: Conni & Co (Co-Produzent) - 2016: Unsere Zeit ist jetzt - 2018: Klassentreffen 1.0 - 2020: Die Hochzeit - 2020: Schweinsteiger Memories: Von Anfang bis Legende - 2022: Lieber Kurt - 1998: Der Eisbär - 2005: Barfuss - 2007: Keinohrhasen - 2008: 1½ Ritter – Auf der Suche nach der hinreißenden Herzelinde - 2009: Zweiohrküken - 2011: Kokowääh - 2012: Schutzengel - 2013: Kokowääh 2 - 2013: Keinohrhase und Zweiohrküken - 2014: Honig im Kopf - 2017: Conni & Co 2 – Das Geheimnis des T-Rex - 2018: Klassentreffen 1.0 - 2018: Head Full of Honey - 2019: Berlin, I Love You - 2020: Die Hochzeit - 2021: Die Rettung der uns bekannten Welt - 2022: Lieber Kurt - 2023: Manta Manta – Zwoter Teil - 2023: Das Beste kommt noch! - 1997: Knockin’ on Heaven’s Door – in Zusammenarbeit mit Thomas Jahn - 2005: Barfuss - 2007: Keinohrhasen - 2009: Zweiohrküken - 2011: Kokowääh - 2012: Schutzengel - 2013: Kokowääh 2 - 2014: Honig im Kopf - 2018: Klassentreffen 1.0 - 2018: Head Full of Honey - 2020: Die Hochzeit – zusammen mit Lo Malinke - 2022: Lieber Kurt – zusammen mit Sarah Kuttner - 2023: Manta Manta – Zwoter Teil - 1990: Troll 2 (als Drew) - 1997: Disney’s Hercules (als Hercules) - 2006: Oh, wie schön ist Panama (als Kleiner Tiger) - 2013: Keinohrhase und Zweiohrküken (als Keinohrhase) - 2015: Der kleine Prinz (als Prinz) |

## Auszeichnungen

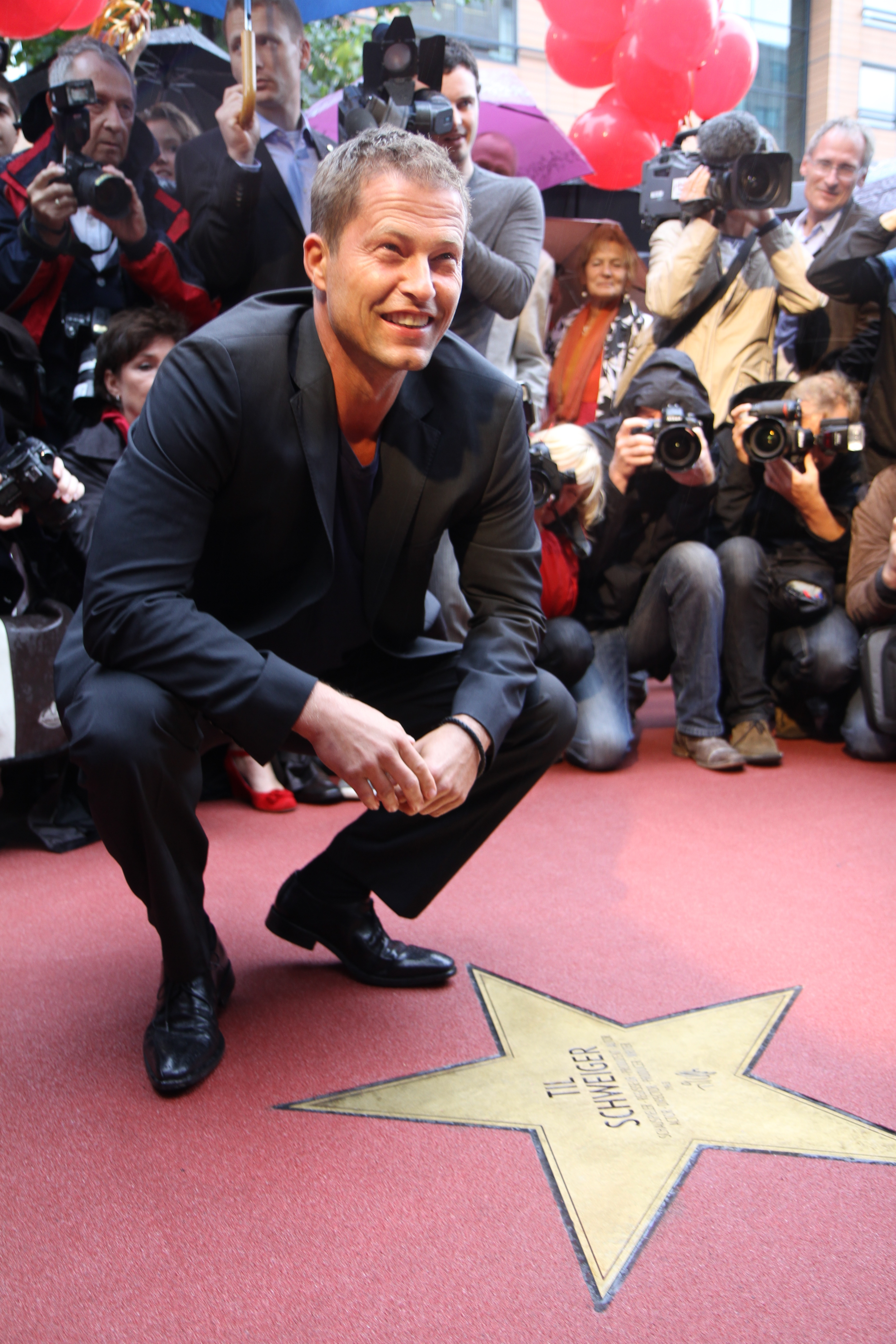
Schweiger bei der Einweihung seines Sterns auf dem „Boulevard der Stars“ (2011)

- 1993: Max-Ophüls-Preis für Ebbies Bluff (Nachwuchs-Darstellerpreis)
- 1994: Bambi für Der bewegte Mann
- 1995: Bambi für Männerpension
- 1996: DIVA-Award
- 1997: Preis des Polnischen Filmfestivals Gdynia für Bastard als bester Darsteller
- 1997: Preis des Internationalen Filmfestivals Moskau für Knockin’ on Heaven’s Door als bester Darsteller
- 1998: Bravo Otto als bester Schauspieler
- 1998: Jupiter für Knockin’ on Heaven’s Door als bester deutscher Schauspieler
- 1998: Goldene Kamera für Knockin’ on Heaven’s Door als bester Schauspieler
- 2003: Hessischer Kulturpreis
- 2004: Bambi für (T)Raumschiff Surprise – Periode 1[52]
- 2005: Bambi für Barfuss
- 2008: Jupiter für Wo ist Fred? als bester deutscher Schauspieler
- 2008: Ehren-Bravo Otto
- 2008: Ernst-Lubitsch-Preis für Keinohrhasen für beste komödiantische Leistung
- 2008: Bambi für Keinohrhasen als Film National
- 2008: Deutscher Comedypreis für Keinohrhasen als beste Kino-Komödie
- 2009: Jupiter für Keinohrhasen
- 2009: 2× DIVA-Award für Keinohrhasen
- 2010: Berliner Bär (B.Z.-Kulturpreis)
- 2010: Deutscher Comedypreis für Zweiohrküken als beste Kino-Komödie
- 2011: Dresdner St. Georgs Orden
- 2011: Stern auf dem Boulevard der Stars in Berlin[53]
- 2011: Deutscher Comedypreis für die erfolgreichste deutsche Filmkomödie: Kokowääh
- 2011: Querdenker-Award[54]
- 2012: Jupiter für Kokowääh als bester Darsteller
- 2012: Romy für Kokowääh, beste Regie
- 2013: Karl-Valentin-Orden der Münchner Faschingsgesellschaft Narrhalla
- 2013: Deutscher Comedypreis für die erfolgreichste deutsche Filmkomödie: Kokowääh 2
- 2014: Herbert-Strate-Preis
- 2015: Romy in den Kategorien beste Regie sowie bester Produzent Kinofilm für Honig im Kopf
- 2015: Deutscher Filmpreis in der Kategorie Besucherstärkster Film für Honig im Kopf
- 2015: CIVIS-Publikumspreis für Honig im Kopf[55]
- 2015: Deutscher Comedypreis für die erfolgreichste deutsche Filmkomödie: Honig im Kopf
- 2015: GQ Männer des Jahres in der Kategorie „Engagement“ für die „Til Schweiger Foundation“
- 2015: Bambi für Honig im Kopf in der Kategorie „Ehrenpreis der Jury“
- 2020: Golden Eye Award des Zurich Film Festivals[56]

## Kritiken
- Unabhängig von ihrem kommerziellen Erfolg erhalten Schweigers Filme in der Regel keine guten Bewertungen von Filmkritikern. Schweiger selbst erklärte, dass „[a]lle Filme, die [er] selber gemacht habe, im Feuilleton […] niedergeschrieben worden“ seien, weshalb er seine Filme vor dem Start nur noch einer handverlesenen Auswahl von Journalisten zeige.[57]
- Gala findet, dass Schweiger zur „ersten Riege der nationalen Schauspielzunft“ gehöre, ihm aber oft „Hang zum Seichten“ vorgeworfen werde.[58]

## Hörspiele
- 2002 (Audible: 2013): Hercules. Das Original-Hörspiel zum Disney Film, Walt Disney Records (Hercules (1997))

## Hörbücher
- 2006 (Audible: 2016): Til Schweiger liest Janosch – Oh, wie schön ist Panama & zwei weitere Geschichten, Lübbe, Bergisch Gladbach 2006, ISBN 978-3-7857-3270-0. (1 CD)

## Diskografie
- 2012 Sonnenuntergang (Blank & Jones feat. Til Schweiger)